# Papilla interdentale
 

La papilla interdentale, nota anche come gengiva interdentale, è la parte delle gengive (gengiva) che si trova coronalmente rispetto al margine gengivale libero sulle superfici mesiali e distali dei denti. Le papille interdentali riempiono l'area tra i denti apicalmente alle loro aree di contatto per impedire l'impatto del cibo; assumono una forma conica per i denti anteriori e una forma smussata buccolingualmente per i denti posteriori.

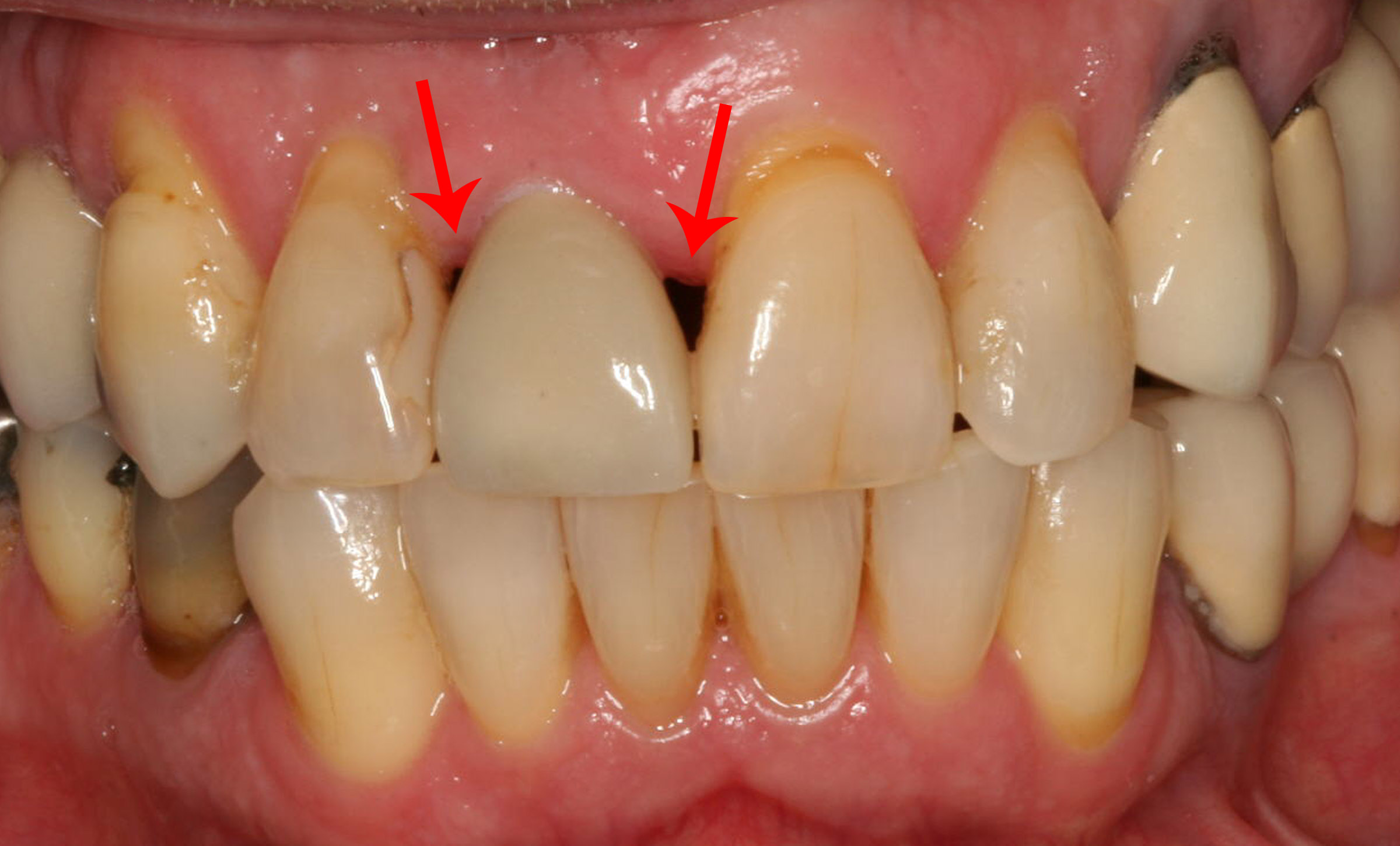
Triangoli neri grandi

Una papilla mancante è spesso visibile come un piccolo spazio triangolare tra i denti adiacenti. I dentisti a volte chiamano questo spazio “triangolo nero”. A volte può essere corretto con un trattamento ortodontico. La relazione tra l'osso interdentale e il punto di contatto interprossimale tra i denti adiacenti è un fattore determinante per la presenza della papilla interdentale. Se la distanza tra l'osso interdentale e il contatto interprossimale è superiore a 8 mm, di solito non è presente alcuna papilla. Se la distanza è pari o inferiore a 5 mm, la papilla è quasi sempre presente.
In caso di malattia parodontale attiva, sia la gengiva marginale che quella attaccata possono ingrossarsi, in particolare le papille interdentali. Questo ingrossamento è dovuto all'edema che si verifica nella lamina propria del tessuto causato dalla risposta infiammatoria.